# Guillaume Béguin
Pour les articles homonymes, voir Béguin.
 (juillet 2025).
La mise en forme du texte ne suit pas les recommandations de Wikipédia : il faut le « wikifier ».
Les points d'amélioration suivants sont les cas les plus fréquents. Le détail des points à revoir est peut-être précisé sur la page de discussion.
- Les titres sont pré-formatés par le logiciel. Ils ne sont ni en capitales, ni en gras.
- Le texte ne doit pas être écrit en capitales (les noms de famille non plus), ni en gras, ni en italique, ni en « petit »…
- Le gras n'est utilisé que pour surligner le titre de l'article dans l'introduction, une seule fois.
- L'italique est rarement utilisé : mots en langue étrangère, titres d'œuvres, noms de bateaux, etc.
- Les citations ne sont pas en italique mais en corps de texte normal. Elles sont entourées par des guillemets français : « et ».
- Les listes à puces sont à éviter, des paragraphes rédigés étant largement préférés. Les tableaux sont à réserver à la présentation de données structurées (résultats, etc.).
- Les appels de note de bas de page (petits chiffres en exposant, introduits par l'outil «  Source ») sont à placer entre la fin de phrase et le point final[comme ça].
- Les liens internes (vers d'autres articles de Wikipédia) sont à choisir avec parcimonie. Créez des liens vers des articles approfondissant le sujet. Les termes génériques sans rapport avec le sujet sont à éviter, ainsi que les répétitions de liens vers un même terme.
- Les liens externes sont à placer uniquement dans une section « Liens externes », à la fin de l'article. Ces liens sont à choisir avec parcimonie suivant les règles définies. Si un lien sert de source à l'article, son insertion dans le texte est à faire par les notes de bas de page.
- La présentation des références doit suivre les conventions bibliographiques. Il est recommandé d'utiliser les modèles {{Ouvrage}}, {{Chapitre}}, {{Article}}, {{Lien web}} et/ou {{Bibliographie}}. Le mode d'édition visuel peut mettre en forme automatiquement les références.
- Insérer une infobox (cadre d'informations à droite) n'est pas obligatoire pour parachever la mise en page.

Pour une aide détaillée, merci de consulter Aide:Wikification.
Si vous pensez que ces points ont été résolus, vous pouvez retirer ce bandeau et améliorer la mise en forme d'un autre article.
Guillaume Béguin est un metteur en scène et auteur de théâtre suisse romand né à La Chaux-de-Fonds en 1975,.

## Biographie
Formé au Conservatoire de Lausanne (Section professionnelle d'art dramatique) de 1995 à 1999, il exerce le métier de comédien avant de se tourner en 2007 vers la mise en scène puis l'écriture.
Il met en scène plusieurs textes de Jon Fosse (une adaptation du roman Matin et soir en 2007, Je suis le vent en 2014, et Le Manuscrit des chiens III en 2015). Il adapte pour la scène deux textes d'Édouard Levé, Autoportrait et Suicide en 2009.
En 2013, il écrit au plateau Le Baiser et la morsure, puis, en 2015, Le Théâtre sauvage, deux pièces qui explorent l'origine du langage humain et celle du théâtre. Viennent ensuite une mise en scène de Villa Dolorosa de Rebekka Kricheldorf (2016), et une adaptation de Macbeth sous le titre Où en est la nuit? (2017), ainsi que plusieurs pièces dont il est également l'auteur : Titre à jamais provisoire (2018), Les nuits enceintes (2022) et L'âge de frémir (2025).
Guillaume Béguin est considéré comme l'un des metteurs en scène les plus radicaux de Suisse Romande. Son travail est régulièrement présenté au Théâtre de Vidy, à la Comédie de Genève, à l'Arsenic, à la Maison Saint-Gervais, au Théâtre populaire romand.